# Качанівська загальноосвітня школа І-ІІІ ступенів

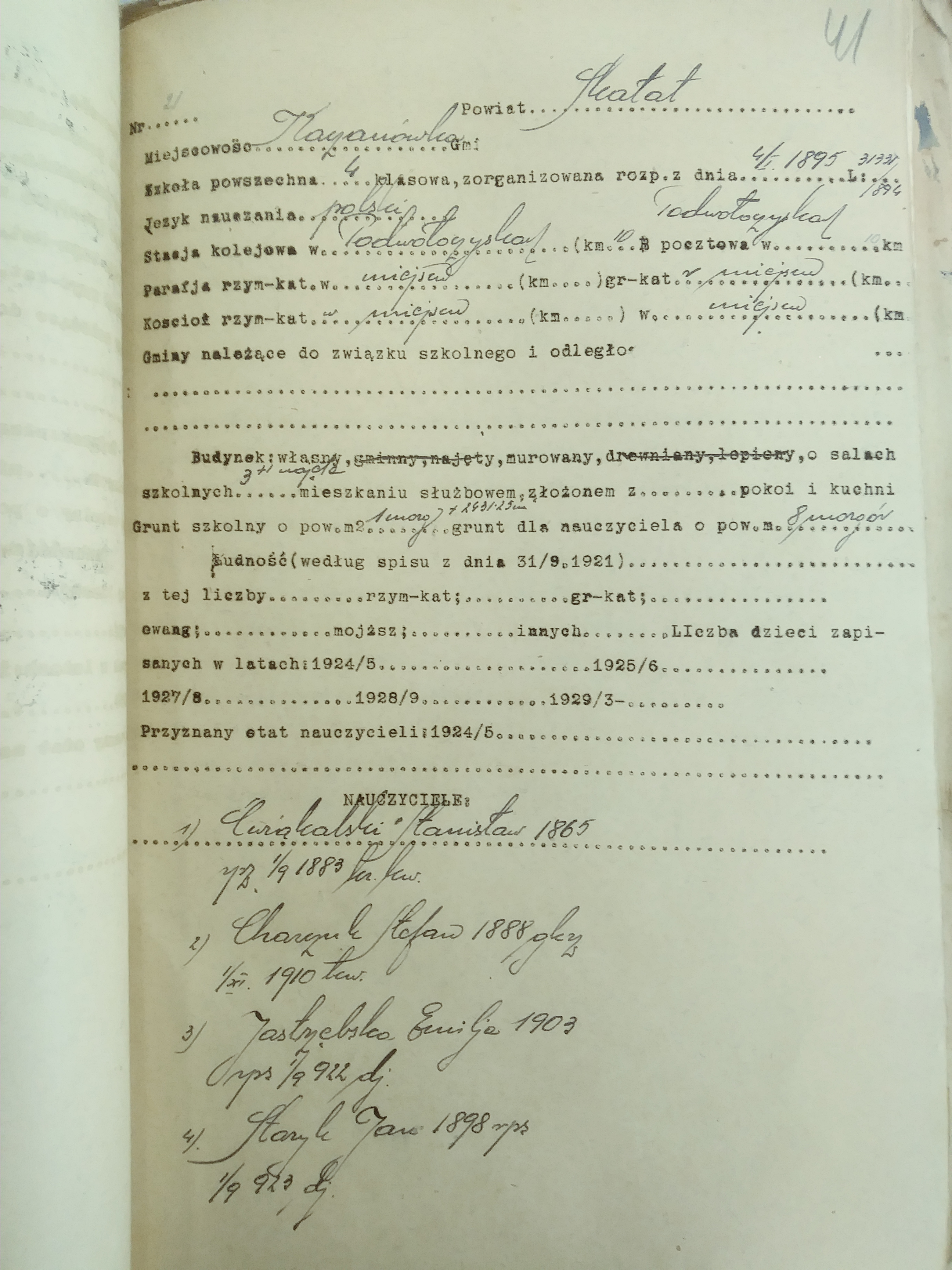
Державний архів Тернопільської області: фонд 196. оп.1, справа 130, аркуш 41

Качанівська загальноосвітня школа І-ІІІ ступенів — школа села Качанівка у Підволочиській селищній громаді Тернопільського району Тернопільської області.

## Історія
Школа у с. Качанівка існувала у 1890 році як двокласна, а уже у 1895 році як чотирикласна[первинне джерело]. Спочатку мовою навчання була польська та німецька (з 1920-х рр. — польська і українська). Під час німецької окупації також діяла[джерело?].
Збудоване 1936 року приміщення школи, після Другої світової війни стало затісним, тому молодші класи навчалися у колишньому будинку панів Ярузельських. У 1944 році до школи набрали 1 клас. У 1950 році школу зареєстрували як середню та набрали до школи 8 клас. Перший випуск 10 класу відбувся у 1953 році, директором школи був Величко Федір Іванович. В радянські часи на навчання у старші класи приїздили діти з сіл Турівки, Оріхівця, Рожиськ та Іванівки, їм надавали гуртожиток. Сучасне приміщення Качанівської ЗОШ здали в експлуатацію 1 вересня 1982 року, під час роботи директором Зайця В. М. За всі роки у школі працювало понад 170 педагогів. Директорами були: Величко Ф. І. — 1944—1946 рр., Самолін Олександр Петрович — 1946—1951 рр., Банашко Іван Григорович — 1952—1956 рр., Ватраль Борис Григорович — 1957—1959 рр., Смолінська Антоніна Яківна — 1959—1968 рр., Дмитерко Микола Іванович — 1969—1972 рр., Яворський Степан Степанович — 1972—1974 рр., Ядловський Іван Миколайович — 1974—1977 рр., Заєць Володимир Михайлович — 1978—1982 рр., Карий Микола Іванович — 1983—1987 рр., Козачук Василь Степанович — 1987—1989 рр., Копач Богдана Михайлівна — 1989—2012 рр., з серпня 2012 року — Козловська Г. А..

## Конкурси, олімпіади, змагання
Гринда Вікторія здобула диплом ІІІ ст. у 3 етапі  Всеукраїнського конкурсу дослідницьких робіт МАН у 2022 році із роботою: "Роль Келестина Скоморівського в культурному розвитку Галичини".

## Випускники
- Микола Шаварин — український священик, теолог, публіцист, релігійний діяч[6].
- Романюк Микола Олексійович - науковець-фізик[7].
- Садовська Галина Дмитрівна — заслужена журналістка України[8].
- Романюк Богдан Петрович — «Відмінник освіти України» (1998 р.), «Заслужений діяч науки і техніки України» (1999 р.), доктор біологічних наук, професор[9].
- Козіброда Ярослав Іванович — заслужений винахідник України[10].